# Amfitheater van Xanten
Het Amfitheater van Xanten is een antiek Romeins amfitheater bij de Duitse stad Xanten.
Het amfitheater werd aan het begin van de 2e eeuw n.Chr. door de Romeinen gebouwd bij de stad Colonia Ulpia Traiana. Het amfitheater werd gebruikt ter vermaak van de burgers in de stad en de Romeinse soldaten van het nabijgelegen Castra Vetera. De stad werd in 276 n.Chr. door de Franken verwoest en niet meer herbouwd. De ruïne van het amfitheater diende vervolgens als vindplaats voor bouwmateriaal voor de omwonenden, waardoor er vrijwel niets van het gebouw overbleef.
De resten van het amfitheater werden herontdekt in 1887. In de jaren 1930 werden bij grootschalige opgravingen de restanten volledig opgegraven, vrijgelegd, geconserveerd en voor bezichtiging vrijgegeven. In de jaren 1950 werden de opgravingen voortgezet. Enkele gebouwen werden daarna gedeeltelijk herbouwd waardoor het Archeologisch Park Xanten ontstond. Het amfitheater werd deels gereconstrueerd, een kwart van de oorspronkelijk aanwezige tribunes is opnieuw opgetrokken. De oorspronkelijke plattegrond van het theater werd hierbij aangehouden. De antieke funderingen die in 1935 waren blootgelegd werden verplaatst omdat ze ondanks de conservering door verwering niet meer in staat zouden zijn de nieuwe constructie te dragen. In 1981 was de reconstructie klaar.
Het amfitheater was geheel uit steen gebouwd, waarbij de tribunes door gewelven en bogen werden ondersteund. Het gebouw was ongeveer 100 meter lang en 87 meter breed. De tribune was ongeveer 10 meter hoog. Het amfitheater bood plaats aan ongeveer 10.000 toeschouwers, die door 12 toegangspoorten de tribunes konden betreden. Voor de gladiatoren en wilde dieren waren twee toegangen tot de arena. Destijds kwamen toeschouwers van heinde en verre om voorstellingen te bekijken, zelfs uit de huidige "Nederlanden".
Tegenwoordig wordt het gereconstrueerde amfitheater gebruikt voor Romeinse festivals en de Xantener Sommerfestspiele.

## Bron
- Xanten - Amfitheater